# Vema levinae
Vema levinae is een Monoplacophorasoort uit de familie van de Neopilinidae. De wetenschappelijke naam van de soort is voor het eerst geldig gepubliceerd in 1996 door Warén.